# Marom
Marom is een bestuurslaag in het regentschap Toba Samosir van de provincie Noord-Sumatra, Indonesië. Marom telt 904 inwoners (volkstelling 2010).